# 法默鎮區 (堪薩斯州賴斯縣)
法默鎮區（英語：Farmer Township）為美國堪薩斯州賴斯縣轄下的鎮區。2010年美国人口普查中此鎮區人口有389人。

## 地理
法默鎮區涵蓋總面積為93.8平方（36.21平方英里），其中陸地面積為93.8平方（36.21平方英里），水域面積為0平方（0.00平方英里）或0.00%。

## 人口統計
根據2010年美國人口普查，法默鎮區人口有389人，其中男性有205人，女性有184人，人口密度為每平方公里4.15人，住房計201戶。鎮區內的白人有366人，非裔美國人有8人，美洲原住民有7人，亞裔美國人有0人，太平洋島裔美國人有0人，其他種族有2人，混血種族則有6人。此外鎮區內有28人為西班牙裔或拉丁裔美國人。此鎮區之年齡中位數為46.3歲，而男性年齡中位數為44.3歲，女性年齡中位數為47.5歲。

## 交通

### 主要公路
- 4號堪薩斯州州道